# Schizostachyum blumei
Schizostachyum blumei är en gräsart som beskrevs av Christian Gottfried Daniel Nees von Esenbeck. Schizostachyum blumei ingår i släktet Schizostachyum och familjen gräs. Inga underarter finns listade i Catalogue of Life.